# Conejos County
Conejos County je okres ve státě Colorado v USA. K roku 2000 zde žilo 8 400 obyvatel. Správním městem okresu je Conejos. Celková rozloha okresu činí 3 343 km².